# Minipiller
Minipiller är ett slags preventivmedel som ger en låg dos gestagen (som liknar kroppseget progesteron) och inte innehåller östrogen. Med minipiller är det extra noga att pillret tas vid ungefär samma tid varje dag för att uppnå ett fullgott skydd. Det görs inget uppehåll med placebotabletter under menstruationen utan kvinnan äter samma tabletter innehållande gestagen varje dag.

## Funktion, missad dos och biverkningar
Minipiller fungerar genom att göra livmoderslemhinnan (endometrium) tunn så att det blir svårt för ägg att implantera och slemmet i livmoderhalsen (cervix) segt så att det blir svårgenomträngligt för spermier. Påverkan på äggstockarna är begränsad och de flesta användarna fortsätter att ha ägglossning. Skyddseffekten kan vara nedsatt eller upphöra i upp till en vecka: efter att användaren har haft diarré, kräkts eller om det gått längre än 27 timmar mellan två doser. Instruktioner för missad dos brukar finnas på läkemedlets bipacksedel.
Vanliga biverkningar inkluderar: Humörsvängningar, minskad sexlust, huvudvärk, akne, oregelbunden eller helt utebliven menstruation. Ungefär en tredjedel av användarna av minipiller får blödningsstörningar och kvarstående blödningsstörningar kan vara anledning att byta preparat.

## Användning av minipiller
År 2017 var svenskarnas användning av minipiller 40 procent högre än 2006. En patientgrupp som har ökat sin användning av preventivmedel är kvinnor över 35 års ålder. Kvinnor som är över 35 år och röker rekommenderas att använda minipiller då andra preventivmedel såsom kombinerade p-piller, vaginalring och p-plåster inte är de mest lämpliga preventivmedlen för dem. Läkemedelsverket rekommenderar inte minipiller som förstahandsmetod till kvinnor under 19 år på grund av hög fertilitet, vilket ger förhållandevis hög risk för graviditet med en så pass användarberoende metod.
Minipiller bör inte tas av kvinnor som har haft en hjärtsjukdom, leversjukdom, cystor på äggstockarna, bröstcancer eller oförklarliga vaginala blödningar. Friska kvinnor kan utan problem använda detta preventivmedel fram till menopausen eller 55 års ålder. Även ammande kvinnor kan ta minipiller, trots att mindre mängder gestagen kan överföras till barnet via bröstmjölken. De studier som gjorts visar normal utveckling av barn till som ammats av kvinnor som använt minipiller och produktionen av bröstmjölk påverkas inte heller.